# Cerococcus polyporus
Cerococcus polyporus är en insektsart som först beskrevs av Matesova 1975.  Cerococcus polyporus ingår i släktet Cerococcus och familjen Cerococcidae.
Artens utbredningsområde är Kazakstan. Inga underarter finns listade i Catalogue of Life.